# Étienne Biclet
Étienne Biclet, né le 5 mars 1703 à Lyon et mort le 27 mai 1778 est un moine chartreux français qui fut prieur-général de son ordre.

## Biographie
Profès de la Grande Chartreuse, il est choisi comme scribe ou secrétaire à partir de 1748. Il est élu prieur et général de l’Ordre le 6 octobre 1758. Il meurt en charge

## Écrits
- Lettre encyclique du général de l’Ordre des Chartreux à l’occasion des affaires d’Espagne, s.l., 1767, in-12.
- Plusieurs lettres de lui éditées dans Memorial ajustado del pleyto..., Madrid, 1779, 220, 473-474, 764-773, 827-829,994-995, 1007-1008.